# Resolución alternativa de conflictos (ADR)
La resolución alternativa de conflictos (en inglés Alternative Dispute Resolution, ADR) es un término general que engloba los diferentes métodos para resolver un conflicto antes de recurrir a la vía judicial. Los mecanismos ADR incluyen la mediación, la conciliación y el arbitraje.

## Definición
Existen diversas vías para la resolución de conflictos entre personas. Estos pueden resolverse con la intervención del Estado a través de la Justicia, o con la intervención de un tercero en una vía extrajudicial como la resolución alternativa de conflictos. Este término hace referencia a una serie de mecanismos a través de los cuales dos o más personas gestionan por sí mismas la solución de sus diferencias con la ayuda de un tercero cualificado y neutral entre las partes.
Surgen como mecanismos que intentan resolver disputas al margen de los tribunales. Por ello, son herramientas coadyuvantes de la administración de Justicia que deben ser concebidos como alternativa al sistema judicial tradicional, no como sustitutos de esta, al no ser aplicables en todos los ámbitos del derecho. Tienen como objetivo llegar a un acuerdo de forma rápida y eficaz, reduciendo costes en cuanto a tiempo y dinero para las partes en conflicto.
En español, son varios los nombres con los que se conocen a los métodos de resolución alternativa de conflictos: RAC (Resolución Alternativa de Conflictos), MRAC (Mecanismos de Resolución de Conflictos), MARC (Métodos Alternativos de Resolución de Conflictos), MASC (Métodos Alternativos de Solución de Conflictos) o MESC (Mecanismos Extrajudiciales de Solución de Conflictos). Sin embargo, el más extendido es ADR (Alternative Dispute Resolution) por sus siglas en inglés.

## Historia
El nacimiento del movimiento ADR se produjo en Estados Unidos en la década de los años 70. Sin embargo, antes de tal acontecimiento, tuvieron lugar una serie de factores sociales, políticos y económicos que influyeron en su aparición.
Tras el crac del 29 y la Gran Depresión de la década de 1930, época de enorme desigualdad social y laboral, se empezaron a buscar diferentes vías de solución de conflictos. En este contexto, en el que había un gran número de juicios y los litigios se habían encarecido, se comenzó a utilizar la mediación  como método alternativo al sistema judicial.
Posteriormente, ante la creciente presión a la administración de Justicia primero debido a la inestable situación tras la intervención de EE. UU. en la Segunda Guerra Mundial, y después en los años 60 debido a la lucha por los derechos civiles, en 1976 se organizó el congreso «Conferencia nacional sobre las causas de insatisfacción popular con la Justicia» con la finalidad de examinar, discutir y proponer soluciones a las ineficiencias del sistema judicial estadounidense. En él, se abordó la posibilidad de complementar la Justicia con otros mecanismos, además de buscar medidas para hacerla más rápida y barata. Una de las medidas planteadas fue la instauración de los ADR en el proceso judicial. Esta propuesta, emitida por el profesor Frank Sander de la Escuela de Derecho de Harvard, dio lugar al actual tribunal multipuertas, un sistema judicial encargado de derivar los conflictos de los ciudadanos al método más adecuado para su solución. Finalmente se adoptó este modelo, instaurándose así los ADR como métodos de resolución alternativa de conflictos.

### Evolución
A partir de la pionera experiencia estadounidense, poco a poco se fue reconociendo la viabilidad de los ADR como una forma de autorregulación de disputas, alternativa o complementaria al proceso judicial, y su puesta en práctica se extendió a otros países. En Europa, el primer país influenciado por dicho recurso fue el Reino Unido, debido principalmente al sistema jurídico que comparten, el common law, para a continuación expandirse al resto de países europeos.
En la actualidad coexiste y complementa, cada vez más, el recurso a los tribunales del Estado. Ejemplos de ello son la Directiva 2008/52/CE del Parlamento Europeo y del Consejo del 21 de mayo de 2008 sobre ciertos aspectos de la mediación en asuntos civiles y mercantiles, o el Libro verde de la Comisión sobre las modalidades alternativas de solución de conflictos en el ámbito del derecho civil y mercantil del 19 de abril de 2002.

## Tipos
Los métodos de ADR incluyen la mediación, la conciliación y el arbitraje. Estos mecanismos se distinguen entre sí por la intervención de terceros en la solución del conflicto.

### Mediación
La mediación es un procedimiento voluntario de resolución de conflictos donde las partes, motu proprio y con la ayuda de un mediador independiente y neutral, intentan conseguir un acuerdo satisfactorio con el que resolver su controversia.

### Conciliación
La conciliación es un acto de resolución de conflictos, que puede darse como paso previo al procedimiento judicial o durante el mismo, por el que las partes llegan a un acuerdo para resolver la controversia que tienen entre ellas.
La conciliación se distingue de la mediación por el hecho que, en la mediación, el tercero además de acercar a las partes asume la dirección de las negociaciones, haciendo proposiciones que las partes de forma voluntaria pueden o no aceptar, mientras que el conciliador se limita a aproximar a las partes, pero sin proponer una solución concreta al conflicto.

### Arbitraje
El arbitraje es un sistema de resolución de conflictos por el que las partes, de forma voluntaria, deciden someter la decisión de la controversia a un tercero, denominado árbitro, que emite un laudo con efectos equivalentes a los de una sentencia judicial.